# アロセクシュアル
アロセクシュアリティ（英語: allosexuality）とは、性的魅力を経験することができるという属性を意味する。この用語は、アセクシュアルではない人々を説明するためによく使われる。アロセクシュアリティを経験する人々のことをアロセクシュアル（allosexual）または略してアロ（allo）と呼ぶ。アセクシュアルではない人々のことを説明する他の用語としては、ゼッドセクシュアル（zedsxual）や、または単にセクシュアル（sexual）などがある。
アロセクシュアリティという用語は、性的魅力の対象を示しているわけではない。つまり、たとえば異性愛者、同性愛者、両性愛者、パンセクシュアルの人々をアロセクシュアルという言葉で説明することもできる。また、ことの言葉は、個人が性的魅力を経験する頻度や、性的接触や性的な関心に基づく出会いの頻度を示しているわけではない。

## 社会と文化
アセクシュアルの人々は、総人口の1％以下、LGBT人口の約1.7％を占めると推定されている。